# Хлус, Михаил Евгеньевич
Михаил Евгеньевич Хлус (род. 6 мая 1965, Жодино, Минская область) — советский и белорусский футболист, футбольный тренер и функционер. С 2022 года — спортивный директор клуба БАТЭ.

## Биография
Воспитанник ДЮСШ профкома БелАЗа. Первые тренеры: Михаил Демьянович Русак и Пётр Иванович Михеев. Начинал играть в футбол ещё в советские годы в белорусских любительских командах. После распада СССР присоединился к жодинскому «Торпедо». В его составе принял участие в двух первых сезонах высшей лиги Белоруссии и сыграл 44 матча в которых забил 4 гола. По итогам сезона 1992/93 «Торпедо» вылетел из высшей лиги и следующие полтора сезона Хлус провёл с командой во второй лиге. В сезоне 1994/95 он перешёл в клуб третьей лиги «Фомальгаут», в составе которого стал победителем лиги. В 1996 году Хлус, вернулся в третий дивизион, подписав контракт с борисовским БАТЭ, с которым также победил в третьей лиге и вышел с командой во вторую лигу, а в 1997 году помог команде выйти в высший дивизион, заняв с ней второе место. По итогам сезона 1997 Хлус фактически завершил игровую карьеру и перешёл на тренерскую работу в «Смена-БАТЭ». С 2001 по 2004 год был тренером дублирующего состава БАТЭ, а в 2005-06 годах старшим тренером клуба. В 2007 году являлся генеральным директором ФК БАТЭ. С 2008 по 2009 год был старшим тренерском в минском «Динамо», а позже вернулся в БАТЭ, где занимал должность заместителя генерального директора клуба по развитию детско-юношеского футбола. В 2013 году назначен директором клуба «Торпедо-БелАЗ». С 2022 года - спортивный директор ФК БАТЭ.
Имеет высшее образование, окончил БГАФК в 2003 году.

## Достижения
«Фомальгаут»
- Победитель третьей лиги (зона А): 1994/95

БАТЭ
- Победитель третьей лиги (зона А): 1996
- Серебряный призёр второй лиги: 1997 (выход в высший дивизион)